# Lispe levis
Lispe levis är en tvåvingeart som beskrevs av Stein 1911. Lispe levis ingår i släktet Lispe och familjen husflugor. Inga underarter finns listade i Catalogue of Life.